# جزيرة الأكراد
قرية جزيرة الأكراد هي إحدى القرى التابعة لمركز الفتح في محافظة أسيوط في جمهورية مصر العربية. حسب إحصاءات سنة 2006، بلغ إجمالي السكان في جزيرة الأكراد 6298 نسمة، منهم 3277 رجل و3021 امرأة.